# Сестримо
Се́стримо (болг. Сестримо) — село в Пазарджицькій області Болгарії. Входить до складу общини Белово.

## Населення
За даними перепису населення 2011 року у селі проживали 1217 осіб.
Національний склад населення села:
| Національність   | Кількість осіб | Відсоток |
| ---------------- | -------------- | -------- |
| болгари          | 1190           | 99,7%    |
| турки            | 0              | 0%       |
| цигани           | 0              | 0%       |
| інша             | 0              | 0%       |
| не визначились   | 3              | 0,3%     |
| Всього відповіли | 1193           |          |

Розподіл населення за віком у 2011 році:
Динаміка населення: